# Шумбарська сільська рада
Шу́мбарська сільська́ ра́да — адміністративно-територіальна одиниця та орган місцевого самоврядування в Шумському районі Тернопільської області. Адміністративний центр — село Шумбар.

## Загальні відомості
- Територія ради: 25,707 км²
- Населення ради: 1 505 осіб (станом на 2001 рік)
- Територією ради протікає річка Вілія

## Населені пункти
Сільській раді підпорядковані населені пункти:
- с. Шумбар
- с. Новостав

## Склад ради
Рада складається з 14 депутатів та голови.
- Голова ради: Кондратюк Віктор Іванович
- Секретар ради: Іванчук Лариса Анатоліївна

### Керівний склад попередніх скликань
| Прізвище, ім'я, по батькові | Основні відомості                                                 | Дата обрання | Дата звільнення |
| --------------------------- | ----------------------------------------------------------------- | ------------ | --------------- |
| Кондратюк Віктор Іванович   | Сільський голова, 1956 року народження, освіта вища, безпартійний | 26.03.2006   | 31.10.2010      |
| Кондратюк Віктор Іванович   | Сільський голова, 1956 року народження, освіта вища, безпартійний | 31.10.2010   |                 |

Примітка: таблиця складена за даними сайту Верховної Ради України

### Депутати
За результатами місцевих виборів 2010 року депутатами ради стали:

#### За суб'єктами висування
| Суб'єкт висування          | Кількість обраних депутатів | %    |
| -------------------------- | --------------------------- | ---- |
| Громадянська партія «Пора» | 13                          | 92,9 |
| Самовисування              | 1                           | 7,1  |

#### За округами
| № округу                   | Прізвище, ім'я, по батькові      | Дата визнання обраним | Освіта             | Партійна приналежність | Відомості про обраного депутата                   |
| -------------------------- | -------------------------------- | --------------------- | ------------------ | ---------------------- | ------------------------------------------------- |
| Громадянська партія «ПОРА» |                                  |                       |                    |                        |                                                   |
| 1                          | Ткачук Ольга Устимівна           | 05.11.2010            | середня            | позапартійна           | Шумбарський НВК, техпрацівник                     |
| 2                          | Іванчук Лариса Анатоліївна       | 05.11.2010            | вища               | позапартійна           | Шумбарська сільська рада, секретар сільської ради |
| 3                          | Мельничук Ірина Вікторівна       | 05.11.2010            | середня            | позапартійна           | тимчасово не працює                               |
| 4                          | Шмигель Юрій Львович             | 05.11.2010            | середня спеціальна | позапартійний          | приватний підприємець                             |
| 5                          | Івашенюк Наталія Анатоліївна     | 05.11.2010            | середня спеціальна | позапартійна           | приватний підприємець                             |
| 6                          | Собчук Василь Андрійович         | 05.11.2010            | середня            | позапартійний          | пенсіонер                                         |
| 7                          | Пастерук Сергій Васильович       | 05.11.2010            | середня            | позапартійний          | тимчасово не працює                               |
| 8                          | Чумак Микола Ярославович         | 05.11.2010            | середня спеціальна | позапартійний          | пенсіонер                                         |
| 9                          | Білосевич Олександр Анатолійович | 05.11.2010            | середня спеціальна | позапартійний          | приватний підприємець                             |
| 10                         | Лозовий Григорій Лук'янович      | 05.11.2010            | середня спеціальна | позапартійний          | приватний підприємець                             |
| 11                         | Подлесна Світлана Андріївна      | 05.11.2010            | вища               | позапартійна           | Новоставська загальноосвітня школа І ст., вчитель |
| 12                         | Сукеник Володимир Борисович      | 05.11.2010            | середня спеціальна | позапартійний          | приватний підприємець                             |
| 14                         | Шергей Катерина Борисівна        | 05.11.2010            | вища               | позапартійна           | Новоставська загальноосвітня школа І ст., вчитель |
| Самовисування              |                                  |                       |                    |                        |                                                   |
| 13                         | Медик Олександр Георгійович      | 05.11.2010            | середня            | позапартійний          | приватний підприємець                             |